# Fussballclub Biel/Bienne 2008-2009
Questa voce raccoglie le informazioni riguardanti il Fussballclub Biel/Bienne nelle competizioni ufficiali della stagione 2008-2009.

## Stagione
Nella stagione 2008-2009 il Bienne, allenato da Philippe Perret, concluse il campionato di Challenge League al 5º posto. In Coppa Svizzera il Bienne fu eliminato al primo turno dal Grenchen.

## Rosa
| N. |                     | Ruolo | Calciatore          |
| -- | ------------------- | ----- | ------------------- |
| 1  | Svizzera (bandiera) | P     | Alain Meyer         |
| 2  | Svizzera (bandiera) | D     | Jérémy Niederhauser |
| 3  | Svizzera (bandiera) | D     | Michael Quartey     |
| 3  | Svizzera (bandiera) | C     | Patrick Wanner      |
| 4  | Svizzera (bandiera) | D     | Nicolas Kehrli      |
| 5  | Svizzera (bandiera) | D     | Selim Boz           |
| 7  | Svizzera (bandiera) | C     | Dennis Hediger      |
| 8  | Italia (bandiera)   | C     | Dario Dussin        |
| 8  | Svizzera (bandiera) | C     | Caryl Righetti      |
| 9  | Svizzera (bandiera) | A     | Loïc Chatton        |
| 10 | Spagna (bandiera)   | C     | David Casasnovas    |
| 11 | Francia (bandiera)  | A     | Franck Madou        |
| 12 | Svizzera (bandiera) | A     | Kaua Safari         |

| N. |                     | Ruolo | Calciatore          |
| -- | ------------------- | ----- | ------------------- |
| 13 | Svizzera (bandiera) | C     | Labinot Sheholli    |
| 14 | Svizzera (bandiera) | C     | Christian Schneuwly |
| 15 | Svizzera (bandiera) | C     | Yanick Heiniger     |
| 16 | Svizzera (bandiera) | C     | Ramon Egli          |
| 17 | Italia (bandiera)   | C     | Mirco Picardi       |
| 19 | Svizzera (bandiera) | C     | Claudio Zenger      |
| 20 | Turchia (bandiera)  | C     | Erhan Kavak         |
| 21 | Svizzera (bandiera) | P     | Pascal Werro        |
| 22 | Svizzera (bandiera) | A     | Sokol Maliqi        |
| 23 | Svizzera (bandiera) | D     | Aron Liechti        |
| 24 | Svizzera (bandiera) | D     | Fabio De Feo        |
|    | Svizzera (bandiera) | P     | Jeffrey Grosjean    |

## Organigramma societario
Area tecnica
- Allenatore: Philippe Perret
- Allenatore in seconda: Robert Lüthi
- Preparatore dei portieri: Peter Scheurer
- Preparatori atletici:

## Calciomercato

### Sessione estiva
| Acquisti | Acquisti            | Acquisti      | Acquisti |
| R.       | Nome                | da            | Modalità |
| -------- | ------------------- | ------------- | -------- |
| D        | Aron Liechti        | Young Boys    |          |
| C        | David Casasnovas    | St. Imier     |          |
| A        | Loïc Chatton        | Bienne U18    |          |
| P        | Jeffrey Grosjean    | Bienne U18    |          |
| C        | Yanick Heiniger     | Lyss          |          |
| C        | Erhan Kavak         | Young Boys    |          |
| A        | Franck Madou        | Grasshoppers  |          |
| P        | Alain Meyer         | Lyss          |          |
| D        | Michael Quartey     | Lyss          |          |
| C        | Christian Schneuwly | Young Boys    |          |
| C        | Labinot Sheholli    | Zurigo II     |          |
| C        | Claudio Zenger      | Young Boys II |          |
| D        | Alessio Zocco       | Young Boys II |          |

| Cessioni | Cessioni         | Cessioni    | Cessioni |
| R.       | Nome             | a           | Modalità |
| -------- | ---------------- | ----------- | -------- |
| C        | Andreas Heiniger | Soletta     |          |
| D        | Raphaël Kehrli   | Breitenrain |          |
| A        | Adrian Moser     | Thun        |          |
| C        | Václav Pěchouček | Düdingen    |          |

### Sessione invernale
| Acquisti | Acquisti | Acquisti | Acquisti |
| R.       | Nome     | da       | Modalità |
| -------- | -------- | -------- | -------- |

| Cessioni | Cessioni | Cessioni | Cessioni |
| R.       | Nome     | a        | Modalità |
| -------- | -------- | -------- | -------- |

## Risultati

### Challenge League

#### Andata
| Arbitro: | Studer |

|                                                   |           |           |
| Madou 51’ Schneuwly 58’ Casasnovas 79’ Safari 88’ | Marcatori | 86’ Etemi |

| Arbitro: | Meroni |

|                      |           |                                                             |
| Lepape 23’ Sousa 60’ | Marcatori | 31’ (aut.) Germanier 47’, 90’ (rig.) Heiniger 62’ Schneuwly |

| Arbitro: | Carrell |

|              |           |           |
| Sheholli 90’ | Marcatori | 68’ Bieli |

| Arbitro: | Busacca |

|                                              |           |  |
| Weller 49’ Costanzo 61’ Merenda 67’ Dabo 83’ | Marcatori |  |

| Arbitro: | Bieri |

|              |           |                    |
| Heiniger 40’ | Marcatori | 66’ Edo 89’ Gourmi |

| Arbitro: | Wermelinger |

|                      |           |                 |
| Maliqi 32’ Kavak 65’ | Marcatori | 17’ (rig.) Sara |

| Arbitro: | Circhetta |

|               |           |                                                           |
| N'Tiamoah 41’ | Marcatori | 1’ Heiniger 15’ Maliqi 19’ Kavak 75’ Casasnovas 82’ Madou |

| Arbitro: | Speranda |

|                        |           |            |
| Rennella 17’, 67’, 75’ | Marcatori | 40’ Maliqi |

| Arbitro: | Poma |

|                |           |  |
| Maliqi 5’, 68’ | Marcatori |  |

| Arbitro: | Carrell |

|                                    |           |                      |
| Romero 37’ Cabanas 50’ Omofefe 90’ | Marcatori | 10’ Madou 66’ Safari |

| Arbitro: | Petignat |

|            |           |  |
| Murati 22’ | Marcatori |  |

| Arbitro: | Gremaud |

|                           |           |               |
| Madou 74’, 81’ Maliqi 80’ | Marcatori | 45’, 67’ Rama |

| Arbitro: | Grossen |

|              |           |                              |
| Foschini 10’ | Marcatori | 22’ Madou 59’, 65’ Schneuwly |

| Arbitro: | Bieri |

|                         |           |                  |
| Schneuwly 31’ Madou 49’ | Marcatori | 87’ (rig.) Matić |

| Arbitro: | Jaccottet |

|                                      |           |            |
| Boughanem 8’, 67’ (rig.) Barroso 36’ | Marcatori | 44’ Maliqi |

#### Ritorno
| Arbitro: | Speranda |

|                                                     |           |                                 |
| Madou 33’ (rig.), 57’ (rig.) Kavak 61’ Heiniger 72’ | Marcatori | 12’ N'Gindu 51’ (rig.) Lombardo |

| Arbitro: | Bertolini |

|                  |           |                  |
| Maric 47’ (rig.) | Marcatori | 87’ (rig.) Madou |

| Arbitro: | Circhetta |

|           |           |                       |
| Madou 43’ | Marcatori | 6’ Weller 12’ Merenda |

| Arbitro: | Gut |

|                |           |                |
| Sejmenović 72’ | Marcatori | 15’ Casasnovas |

| Arbitro: | Graf |

|            |           |                              |
| Senger 47’ | Marcatori | 6’ (rig.) Madou 76’ Heiniger |

| Arbitro: | Jaccottet |

|                          |           |  |
| Casasnovas 36’ Madou 71’ | Marcatori |  |

| Arbitro: | Laperrière |

|  |           |                               |
|  | Marcatori | 22’, 88’ Rennella 45’ Perrier |

| Arbitro: | Zimmermann |

|              |           |          |
| Sprunger 62’ | Marcatori | 74’ Egli |

| Arbitro: | Gremaud |

|                                                           |           |             |
| Liechti 37’ Madou 48’ Schneuwly 71’ Dussin 80’ Safari 84’ | Marcatori | 20’ Cabanas |

| Arbitro: | Carrell |

|                |           |                                                       |
| Casasnovas 30’ | Marcatori | 8’ (rig.), 90’ de Azevedo 32’, 81’ Bouamri 71’ Doudin |

| Arbitro: | Speranda |

|                        |           |                          |
| Sandro 19’ Glarner 40’ | Marcatori | 80’ Heiniger 83’ Chatton |

| Arbitro: | Hänni |

|                                       |           |              |
| Chatton 26’ Madou 59’, 81’ Dussin 80’ | Marcatori | 26’ Avanzini |

| Arbitro: | Rogalla |

|  |           |                |
|  | Marcatori | 74’ Casasnovas |

| Arbitro: | Grossen |

|                          |           |  |
| Silvio 4’ Gsell 37’, 73’ | Marcatori |  |

| Arbitro: | Laperrière |

|                     |           |                                          |
| Kavak 37’ Madou 39’ | Marcatori | 23’ Marazzi 42’ Boughanem 66’, 68’ Hélin |

### Coppa Svizzera
| 20 settembre 2008, ore 19:30 CEST Primo turno | Grenchen | 3 – 2 | Bienne |  |

## Statistiche

### Statistiche di squadra
| Competizione     | Punti | In casa | In casa | In casa | In casa | In casa | In casa | In trasferta | In trasferta | In trasferta | In trasferta | In trasferta | In trasferta | Totale | Totale | Totale | Totale | Totale | Totale | DR |
| Competizione     | Punti | G       | V       | N       | P       | Gf      | Gs      | G            | V            | N            | P            | Gf           | Gs           | G      | V      | N      | P      | Gf     | Gs     | DR |
| ---------------- | ----- | ------- | ------- | ------- | ------- | ------- | ------- | ------------ | ------------ | ------------ | ------------ | ------------ | ------------ | ------ | ------ | ------ | ------ | ------ | ------ | -- |
| Challenge League | 47    | 15      | 9       | 1       | 5       | 34      | 26      | 15           | 5            | 4            | 6            | 24           | 27           | 30     | 14     | 5      | 11     | 58     | 53     | +5 |
| Coppa Svizzera   | -     | 0       | 0       | 0       | 0       | 0       | 0       | 1            | 0            | 0            | 1            | 2            | 3            | 1      | 0      | 0      | 1      | 2      | 3      | -1 |
| Totale           | 47    | 15      | 9       | 1       | 5       | 34      | 26      | 16           | 5            | 4            | 7            | 26           | 30           | 31     | 14     | 5      | 12     | 60     | 56     | +4 |

### Andamento in campionato
| Giornata  | 1 | 2 | 3 | 4 | 5 | 6 | 7 | 8 | 9 | 10 | 11 | 12 | 13 | 14 | 15 | 16 | 17 | 18 | 19 | 20 | 21 | 22 | 23 | 24 | 25 | 26 | 27 | 28 | 29 | 30 |
| --------- | - | - | - | - | - | - | - | - | - | -- | -- | -- | -- | -- | -- | -- | -- | -- | -- | -- | -- | -- | -- | -- | -- | -- | -- | -- | -- | -- |
| Luogo     | C | T | C | T | C | C | T | T | C | T  | T  | C  | T  | C  | T  | C  | T  | C  | T  | T  | C  | C  | T  | C  | C  | T  | C  | T  | T  | C  |
| Risultato | V | V | N | P | P | V | V | P | V | P  | P  | V  | V  | V  | P  | V  | N  | P  | N  | V  | V  | P  | N  | V  | P  | N  | V  | V  | P  | P  |
| Posizione | 1 | 2 | 4 | 7 | 7 | 6 | 4 | 6 | 5 | 6  | 7  | 6  | 5  | 4  | 5  | 4  | 3  | 4  | 4  | 4  | 4  | 4  | 3  | 3  | 5  | 5  | 4  | 4  | 5  | 5  |

Legenda:

Luogo: C = Casa; T = Trasferta. Risultato: V = Vittoria; N = Pareggio; P = Sconfitta.

### Statistiche dei giocatori
| S. Boz          | 21 | 0  | 7 | 1 |
| D. Casasnovas   | 28 | 6  | 1 | 0 |
| L. Chatton      | 13 | 2  | 0 | 0 |
| F. De Feo       | 0  | 0  | 0 | 0 |
| D. Dussin       | 8  | 2  | 2 | 0 |
| R. Egli         | 28 | 1  | 1 | 0 |
| J. Grosjean     | 0  | 0  | 0 | 0 |
| D. Hediger      | 22 | 0  | 3 | 0 |
| Y. Heiniger     | 29 | 7  | 1 | 0 |
| E. Kavak        | 24 | 4  | 2 | 0 |
| N. Kehrli       | 26 | 0  | 3 | 0 |
| A. Liechti      | 21 | 1  | 4 | 0 |
| F. Madou        | 28 | 17 | 1 | 0 |
| S. Maliqi       | 15 | 7  | 3 | 1 |
| A. Meyer        | 28 | 0  | 1 | 1 |
| J. Niederhauser | 18 | 0  | 0 | 0 |
| M. Picardi      | 1  | 0  | 0 | 0 |
| M. Quartey      | 4  | 0  | 0 | 0 |
| C. Righetti     | 2  | 0  | 0 | 0 |
| K. Safari       | 25 | 3  | 2 | 0 |
| C. Schneuwly    | 27 | 6  | 3 | 1 |
| L. Sheholli     | 24 | 1  | 8 | 0 |
| P. Wanner       | 1  | 0  | 0 | 0 |
| P. Werro        | 3  | 0  | 0 | 0 |
| C. Zenger       | 22 | 0  | 2 | 0 |
| A. Zocco        | 1  | 0  | 0 | 0 |